# Ludovit Reis
Ludovit Reis (Haarlem, 1 de junio de 2000) es un futbolista neerlandés que juega como centrocampista en el Club Brujas de la Primera División de Bélgica.

## Biografía
Tras empezar a formarse como futbolista en el Hoofddorp, y finalmente en 2015 marcharse a la disciplina del F. C. Groningen, siguió con su formación con las filas inferiores. Finalmente en 2017 ascendió al segundo equipo. Hizo su debut el 21 de septiembre de 2017 ya con el primer equipo contra el USV Hercules sustituyendo a Ajdin Hrustić en la Copa de los Países Bajos. Su debut en la Eredivisie se produjo un mes después, el 15 de octubre, contra el AZ Alkmaar. Ese mismo mes, dos semanas después, anotó su primer gol con el club, de nuevo en liga y contra el Sparta de Rotterdam.
El 23 de mayo de 2019 el F. C. Barcelona hizo oficial su incorporación para el filial para las siguientes tres temporadas, con la posibilidad de ampliar a dos más, a cambio de 3,25 millones de euros. Tras un año en la entidad azulgrana, el 3 de octubre de 2020 fue cedido al VfL Osnabrück. Posteriormente se unió al Hamburgo S. V., donde disputó 129 partidos y marcó veinte goles en los cuatro años que estuvo allí, culminados con un ascenso a la 1. Bundesliga.
El 25 de junio de 2025 fue traspasado al Club Brujas.

## Clubes
| Club                   | País         | Año       | Partidos | Goles |
| ---------------------- | ------------ | --------- | -------- | ----- |
| Jong F. C. Groningen   | Países Bajos | 2017      | 14       | 0     |
| F. C. Groningen        | Países Bajos | 2017-2019 | 50       | 2     |
| F. C. Barcelona "B"    | España       | 2019-2020 | 25       | 0     |
| VfL Osnabrück (cedido) | Alemania     | 2020-2021 | 30       | 1     |
| Hamburgo S. V.         | Alemania     | 2021-2025 | 129      | 20    |
| Club Brujas            | Bélgica      | 2025-     | 1        | 0     |

## Palmarés

### Títulos nacionales
| Título               | Club        | País    | Año  |
| -------------------- | ----------- | ------- | ---- |
| Supercopa de Bélgica | Club Brujas | Bélgica | 2025 |